# Satrapa icterophrys
El mosquero cejiamarillo (Satrapa icterophrys), también denominado atrapamoscas cejiamarillo (en Colombia), suirirí amarillo (en Argentina y Paraguay), vinchero (en Uruguay), tirano de ceja amarilla (en Perú) o atrapamoscas cejas amarillas (en Venezuela), es una especie de ave passeriforme perteneciente a la familia Tyrannidae, la única del género monotípico Satrapa. Es nativo de América del Sur.

## Distribución y hábitat
Nidifica y es residente localmente en el centro de Venezuela y extremo este de Colombia; y desde el norte y este de Bolivia y centro y este de Brasil hacia el sur hasta el norte y noreste de Argentina, Paraguay y Uruguay; las poblaciones sureñas migran hacia el norte en la estación no reproductiva hasta el sur de la cuenca amazónica, incluyendo el extremo sureste del Perú.
Esta especie es ampliamente diseminada pero no muy común entre árboles dispersos y bosquecillos, bosques de galería y monte, principalmente abajo de los 2000 m de altitud, llegando a los 2500 en Bolivia.

## Descripción

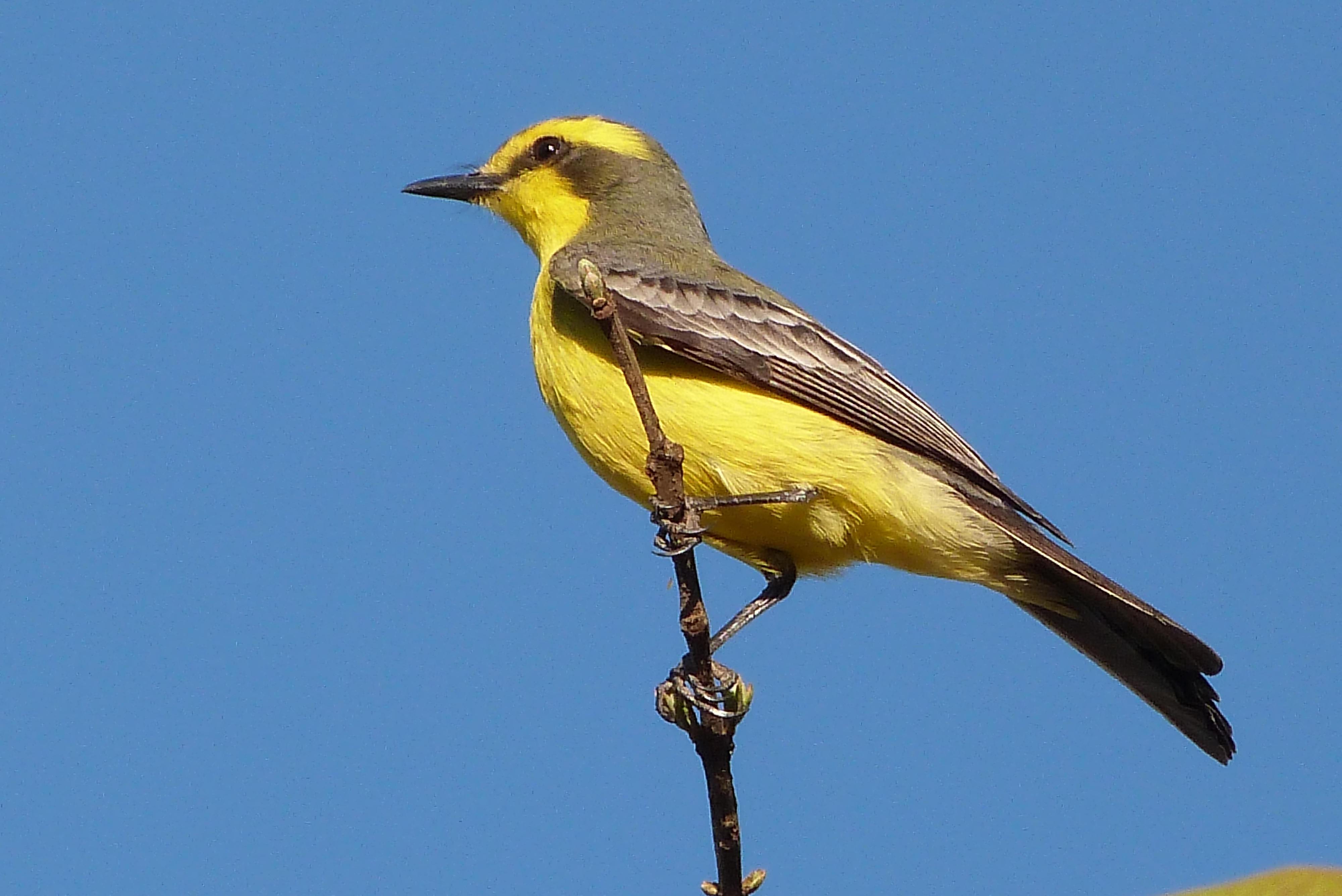
Posado lateral, en Entre Rios de Minas, Minas Gerais, Brasil.

Mide 16,5 cm de longitud. Por arriba es oliváceo, más grisáceo en la corona, con prominente lista superciliar amarillo brillante y mejillas negruzcas; las alas son negruzcas con dos listas gris pálido, la cola con el contorno de las rectrices más externas blancuzco. Por abajo es amarillo brillante, la hembra ligeramente más apagada, con pecas oliváceas en el pecho.

## Comportamiento
Usualmente es visto solitario, menos a menudo en pares, encaramado erecto y frecuentemente en el semiabierto; nunca en bandos. Acostumbra abrir la cola en abanico y elevar las alas en una exhibición curiosa. La pareja permanece junta todo el año. Después del período reproductivo, es migratorio, cuando convergen a las centenas para la Amazonia durante los meses del estío.

### Alimentación
Se alimenta de insectos que captura en vuelos cortos entre el follaje.

### Reproducción
Construye su nido en forma de taza. El tordo renegrido (Molothrus bonariensis) frecuentemente deposita sus huevos en los nidos de esta especie, en un caso típico de parasitismo de puesta.

### Vocalización
Parece singularmente callado.

## Sistemática

### Descripción original
La especie S. icterophrys fue descrita por primera vez por el naturalista francés Louis Pierre Vieillot en 1818 bajo el nombre científico Muscicapa icteroprhys; la localidad tipo es «Paraguay».
El género Satrapa fue propuesto por el ornitólogo británico Hugh Edwin Strickland en 1844.

### Etimología
El nombre genérico masculino «Satrapa» deriva del latín «satrapa» que significa ‘sátrapa’, ‘soberano persa’; y el nombre de la especie «icterophrys» se compopne de las palabras del griego «ikteros» que significa ‘amarillo de ictericia’ y «ophrus, ophruos» que significa ‘ceja’.

### Taxonomía
Las afinidades de esta especie son inciertas; algunas veces fue agrupado con Ochthoeca salvini y Myiozetetes con base en similitudes de plumaje, pero el tipo de nido, la coloración de los huevos y la morfología de la siringe no ofrecen pistas taxonómicas obvias. Es monotípica.
Los amplios estudios genético-moleculares realizados por Tello et al. (2009) descubrieron una cantidad de relaciones novedosas dentro de la familia Tyrannidae que todavía no están reflejadas en la mayoría de las clasificaciones. Siguiendo estos estudios, Ohlson et al. (2013) propusieron dividir Tyrannidae en cinco familias. Según el ordenamiento propuesto, Satrapa permanece en Tyrannidae, en una subfamilia Fluvicolinae Swainson, 1832-33, en una nueva tribu Xolmiini Tello, Moyle, Marchese & Cracraft, 2009, junto a Agriornis, Lessonia, Muscisaxicola, Hymenops, Xolmis, Cnemarchus, Polioxolmis, Knipolegus, Neoxolmis y Myiotheretes.